# La Tulipe noire (film)
Ne doit pas être confondu avec La Tulipe noire (roman).
Pour plus de détails, voir Fiche technique et Distribution.
La Tulipe noire est un film franco-italo-espagnol de cape et d'épée réalisé par Christian-Jaque, sorti en salles en 1964. Ce film, qui est un des films de cinéma les plus diffusés sur les chaînes de la télévision française, n'a aucun rapport avec le roman éponyme d'Alexandre Dumas qui est pourtant crédité au générique du film comme l'ayant inspiré.
À la veille de la Révolution française, dans le Roussillon, La Mouche, le chef de la police locale traque la Tulipe noire, un justicier masqué, sans parvenir à l'arrêter. Soupçonnant Guillaume de Saint Preux, il parvient à le balafrer, obligeant la Tulipe noire à se faire remplacer par Julien, son frère jumeau.
En dehors de la France, le film a totalisé plus de 83 millions d’entrées dans le monde, principalement grâce à son immense succès en Union soviétique.  Il y figure parmi les films les plus vus en URSS, avec plus de 76 millions d’entrées, dont  plus de 47 millions lors de sa sortie initiale. C’est aussi un des plus gros succès français au box-office mondial. Ce fut le premier long-métrage avec Alain Delon dans un rôle principal à être distribué dans l’État eurasiatique. Ce succès inaugure une popularité exceptionnelle de l’acteur sur le territoire soviétique,.

## Synopsis
En juin 1789, la Révolution couve et l'agitation gagne la province. C'est ainsi que dans le Roussillon des nobles se font régulièrement détrousser par un justicier masqué insaisissable (Alain Delon) qui, à l'aide de son cheval Voltaire et d'un comparse, signe ses forfaits sous le nom de La Tulipe Noire. Il s'agit en fait de Guillaume de Saint Preux, jeune aristocrate très en vue au sein de l'aristocratie locale et coqueluche de la gent féminine.
Soupçonné par le baron La Mouche, Lieutenant général de la police locale, personnage vantard et ridicule, La Tulipe noire est marqué à la joue d'une balafre par celui-ci au cours d'une embuscade. La Mouche croit ainsi l'avoir démasqué et compte l'arrêter dès qu'il réapparaîtra. Mais Guillaume demande à son jeune frère Julien, qui est son véritable sosie, de tenir son rôle dans la bonne société et notamment auprès du marquis de Vigogne et de sa volage épouse, cette dernière étant par ailleurs sa maîtresse. La ressemblance est parfaite et seul le fidèle Voltaire parvient à distinguer les deux hommes. La Mouche, qui se vantait déjà auprès de tous d'avoir marqué Saint Preux, reste stupéfait devant le visage intact de celui qui passe pour celui-ci, et est une fois de plus ridiculisé.
Julien fait inopinément la connaissance de Plantin, truculent conspirateur révolutionnaire (Francis Blanche) et de sa délicieuse fille Caroline, le jour du mariage de celle-ci, mariage que la belle va s'empresser de rompre sitôt qu'elle rencontre Julien. Celui-ci, dont les sympathies vont aux révolutionnaires et qui découvre que son frère incarne La Tulipe Noire pour son seul profit, apprend également les projets du prince de Grasillac, officier d'opérette, qui veut monter à Paris à la tête de ses troupes afin de mater le peuple.
Déçu par le cynisme de son frère et horrifié par les projets du prince, Julien décide de reprendre le rôle du justicier pour le compte de la Révolution afin d'aider la famille de Caroline, devenue sa fiancée, et de déjouer les plans du prince. Il réussit à stopper celui-ci et même à l'enfermer, ce qui désorganise complètement le corps d'armée qui montait vers la capitale. Cependant, La Mouche découvre le repaire de Julien et, croyant toujours avoir affaire à La Tulipe Noire, le capture. Julien, que tout le monde prend pour La Tulipe noire, est condamné à la pendaison. 
Apprenant cela, Guillaume décide de le faire évader mais, blessé au cours de cette opération, il est pris pendant que Julien parvient à s'enfuir. Et Guillaume finit pendu en place publique. Mais Julien endosse le costume de La Tulipe Noire pour terminer sa mission au service des révolutionnaires et met les nobles en déroute, tandis que le prince de Grasillac s'enfuit avec la marquise de Vigogne dont le mari vient d'être à son tour pendu par les révolutionnaires et que La Mouche est précipité dans le vide par Voltaire, qui venge ainsi son maître.
En épilogue, Julien épouse Caroline alors qu'on apprend qu'à Paris vient de se dérouler la prise de la Bastille.

## Fiche technique
- Titre : La Tulipe noire[4]
- Réalisation : Christian-Jaque
- Scénario : Henri Jeanson, Marcello Ciorciolini et Christian-Jaque
- Assistants réalisateurs : Marc Maurette, Michel Wyn, Víctor Merenda
- Photographie : Henri Decaë
- Couleur : Eastmancolor
- Montage : Jacques Desagneaux
- Musique : Gérard Calvi
- Bagarres réglées par Claude Carliez et son équipe
- Sociétés de production : Flora Film S.r.l. et Mizar Films (pour l'Italie), Méditerranée Cinéma (France) et Ágata Films S.A. (Espagne)
- Société de distribution : Dicifrance
- Durée : 110 minutes
- Visa de contrôle cinématographique No 27.848
- Tourné au format 65 mm ratio : 2,20:1 et projeté en 70 mm 6 pistes sonores magnétiques dans les salles équipées ; (en 35 mm anamorphosé pour les autres).

## Distribution

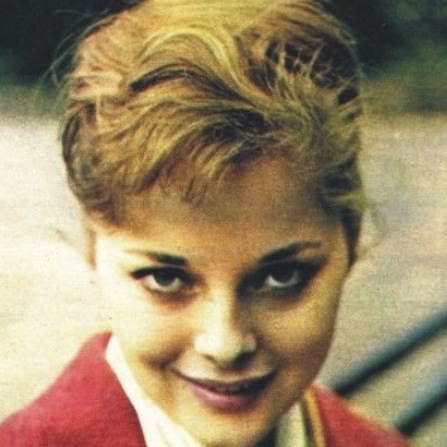
L'actrice italienne Virna Lisi interprète le rôle de Caroline.

- Alain Delon : Guillaume et Julien de Saint-Preux
- Virna Lisi (V.F. : Martine Sarcey) : Caroline Plantin
- Dawn Addams (V.F. : Nadine Alari) : la marquise Catherine de Vigogne
- Akim Tamiroff (V.F. : Serge Nadaud) : le marquis de Vigogne
- Adolfo Marsillach (V.F. : Michel Roux) : le baron de la Mouche, le lieutenant général de police
- Robert Manuel : le prince Alexandre de Grassillac de Morvan-Le-Breau
- Francis Blanche : Plantin, le père de Caroline
- Georges Rigaud (V.F. : Jacques Berthier) : un fermier général
- Laura Valenzuela (V.F. : Anne Caprile) : Lisette, la soubrette
- Yvan Chiffre : un des hommes qui enlèvent le prince de Grassillac
- José Jaspe : Brignol, le compère de la Tulipe noire
- Alvaro de Luna
- Perla Cristal
- Lucien Callamand
- Santiago Otanion
- Rico Lopez (non crédité)
- André Cagnard (non crédité)

## Autour du film

### Scénario et adaptation
Le scénario, principalement écrit par  Henri Jeanson et Christian-Jaque (pour les dialogues français) et Marcello Ciorciolini (pour les dialogues italiens), n'est absolument pas adapté du roman La Tulipe noire, écrit par Alexandre Dumas et Auguste Maquet, paru en 1850. L'intrigue du roman se déroule aux Pays-Bas durant la fin du XVIIe siècle, alors que celle du film se déroule en France, la veille de la Révolution. 
Si à l'origine Christian-Jaque avait eu l'idée d'adapter ce roman au cinéma, il s'est rendu compte à sa lecture que ce n'était pas un roman de cape et d'épée. Il a donc transformé l'histoire et n'en a conservé que le titre. La confusion est entretenue par le générique du film qui mentionne le livre comme inspiration et les médias qui l'indiquent dans leurs fiches à l'occasion de la rediffusion du film sur les chaînes de télévision,.

### Tournage
Le film a été tourné durant l'été 1963 : 
- dans les Alpes-Maritimes à Gréolières et Séranon et dans les studios de la Victorine à Nice ;
- dans l'Ain à Pérouges ;
- en Espagne, à Madrid, et en Estrémadure, à Trujillo et Caceres.

Alain Delon a réalisé lui-même la plupart des cascades, conseillé par Claude Carliez.

### Rediffusions
Selon le CNC, il est dans les dix films les plus diffusés à la télévision entre 1957 et avril 2018, avec 25 passages.

### Box office
- Union soviétique : 47 800 000 entrées[11] (76 700 000 entrées au total grâce à une reprise en 1984 avec 28 900 000 entrées supplémentaires)[12].
- France : 3 107 512 entrées[12].
- Italie : 3 000 000 entrées[12].
- Hongrie : 1 470 000 entrées[12].
- Espagne : 1 013 104 entrées[12].
- Allemagne : 978 000 entrées[12].
- Grèce (Athènes) : 61 758 entrées[12].
- Monde (incomplet) :  57 430 374 entrées à sa sortie (avec la reprise en URSS de 1984, le nombre passe à 86 330 374).